# Руфицкая, Елена Всеволодовна
Елена Всеволодовна Руфицкая (10 декабря 1960, Оргтруд — 19 декабря 2023) — советская и российская шахматистка, международный мастер ИКЧФ среди женщин (2004).

## Биография
Родилась 10 декабря 1960 года в посёлке Оргтруд (ныне — микрорайон во Фрунзенском районе Владимира). Химик-технолог. Работала тренером в шахматной школе № 2 Владимира.
Серебряный призёр чемпионата РСФСР среди девушек 1976 г.
Серебряный призёр женского чемпионата ЦС ДСО «Спартак» 1984 г.
Участница чемпионата РСФСР 1981 г.
В составе сборной Владимирской области участница зональных соревнований Спартакиад народов РСФСР.
Добилась значительных успехов в игре по переписке.
Победительница 11-го женского чемпионата РСФСР.
В составе сборной РСФСР победительница 10-го командного чемпионата СССР (1991—1993 гг.) с лучшим результатом на женской доске.
В составе сборной России победительница 5-й заочной олимпиады (1997—2003 гг.), серебряный призёр 4-й заочной олимпиады (1992—1997 гг.), оба раза с лучшим результатом на 4-й доске.

## Основные спортивные результаты
| Год                       | Город      | Соревнование                                              | + | − | =  | Результат | Место                           |
| ------------------------- | ---------- | --------------------------------------------------------- | - | - | -- | --------- | ------------------------------- |
| 1976                      |            | Чемпионат РСФСР среди девушек                             |   |   |    |           | 2                               |
| 1980                      | Новгород   | Полуфинал чемпионата РСФСР                                |   |   |    | 8½ из 13  | 2—3                             |
| 1981                      | Свердловск | Чемпионат РСФСР                                           | 0 | 3 | 12 | 6 из 15   | 12—14                           |
| 1984                      |            | Чемпионат ЦС ДСО «Спартак»                                |   |   |    |           | 2                               |
| СОРЕВНОВАНИЯ ПО ПЕРЕПИСКЕ |            |                                                           |   |   |    |           |                                 |
| 1986—1987                 |            | 11-й женский чемпионат РСФСР                              |   |   |    |           | 1                               |
| 1991—1993                 |            | 10-й командный чемпионат СССР (сборная РСФСР, 12-я доска) |   |   |    | 11½ из 13 | 1 на доске, команда — чемпион   |
| 1992—1997                 |            | 4-я олимпиада (сборная России, 4-я доска)                 | 6 | 1 | 1  | 6½ из 8   | 1 на доске, команда — 2-я       |
| 1997—2003                 |            | 5-я олимпиада (сборная России, 4-я доска)                 | 5 | 0 | 3  | 6½ из 8   | 1—2 на доске, команда — чемпион |